# Alexander Mørk-Eidem
Alexander Mørk-Eidem, född 18 maj 1971, är en norsk-svensk teaterregissör. 

## Biografi
Mörk-Eidem är utbildad vid Statens Teaterhøgskole i Oslo, där han tog examen 1998. Han har arbetat för flera institutionsteatrar i Skandinavien, bland annat sedan år 2000 på Nationaltheatret, sedan 2003 på Stockholms stadsteater och Det Konglige Teater. På Stockholms stadsteater har han bland annat satt upp Rudyard Kiplings Djungelboken, Anton Tjechovs Tre systrar, en musikalversion av Alexander Dumas De tre musketörerna, Dostojevskijs Idioten, Maksim Gorkijs Sommargäster, Shakespeares En midsommarnattsdröm, Hedda Gabler av Henrik Ibsen, en scenversion av filmen Paraplyerna i Cherbourg, Sex roller söker en författare av Luigi Pirandello, Lycka (Platonov) av Tjechov och Svek av Harold Pinter.
Han flyttar gärna klassiska verk i tid och rum för att på så sätt göra dem mer relevanta och lättillgängliga för en modern publik. I Djungelboken byttes Kiplings indiska djungel ut mot en dystopisk Stockholmsframtid, där djuren har tagit över Sergels torg. I Tjechovs Tre systrar flyttade handlingen från en rysk garnisonsstad vid 1900-talets början till Norrland på 1960-70-talet och systrarna drömde inte längre om att resa till Moskva, utan till Stockholm. I De tre musketörerna ändrades Dumas 1600-tal till 1980-tal, där värjor bytts ut mot elgitarrer. Iscensättningen ledde till en tvist om musikrättigheterna med flera skivbolag, men pjäsen återkom till repertoaren efter att man gjort ändringar.
Mørk-Eidem tilldelades Svenska Dagbladets kulturpris, Thaliapriset, 2009 och Expressens kulturpris, En bit av Georgs hatt, 2011. Han nominerades även till Dagens Nyheters kulturpris 2009.
Han är son till den norska politikern Bjarne Mørk-Eidem och var mellan 2003 och 2010 gift med den svenska skådespelaren Helena af Sandeberg, med vilken han har en son. Han är numera gift med skådespelerskan Louise Peterhoff.

## Uppsättningar (ej komplett)
| År   | Produktion                                                          | Upphovsmän                                                                    | Teater                          |
| ---- | ------------------------------------------------------------------- | ----------------------------------------------------------------------------- | ------------------------------- |
| 1998 | Pinocchio Le avventure di Pinocchio                                 | Carlo Collodi                                                                 | Kruttårnteateret, Stavern       |
| 1999 | Processen Der Prozess                                               | Franz Kafka                                                                   | Den Nationale Scene, Bergen     |
| 1999 | Karlsson på Taget Karlsson på taket                                 | Astrid Lindgren                                                               | Kruttårnteateret, Stavern       |
| 1999 | Juloratoriet                                                        | Göran Tunström                                                                | Csokonai Szinhaz, Debrecen      |
| 2000 | Heksene The Witches                                                 | Roald Dahl                                                                    | Kruttårnteateret, Stavern       |
| 2000 | Ingenting om nattergalen Not about Nightingales                     | Tennessee Williams                                                            | Det norske teatret, Oslo        |
| 2000 | Don Juan – et nachspiel                                             |                                                                               | Nationaltheatret, Oslo          |
| 2001 | Flammefjes Feuergesicht                                             | Marius von Mayenburg Översättning Øyvind Berg                                 | Nationaltheatret, Oslo          |
| 2001 | Venteværelset                                                       | Liv Helgøe, Kim Atle Hansen, Gyrid Axe Øvsteng                                | Nationaltheatret, Oslo          |
| 2001 | Folk og røvere i Kardemomme by                                      | Thorbjörn Egner                                                               | Nationaltheatret, Oslo          |
| 2002 | Onkel Vanja Дядя Ваня, Djadja Vanja                                 | Anton Tjechov                                                                 | Det Kongelige Teater, Köpenhamn |
| 2002 | Påske Påsk                                                          | August Strindberg                                                             | Nationaltheatret, Oslo          |
| 2002 | Jorden rundt på 80 dage Le Tour du monde en quatre-vingts jours     | Jules Verne                                                                   | Kruttårnteateret, Stavern       |
| 2002 | Brøderne Løvenhjerte Bröderna Lejonhjärta                           | Astrid Lindgren                                                               | Nationaltheatret, Oslo          |
| 2002 | Måken Чайка, Tsjaika                                                | Anton Tjechov                                                                 | Det norske teatret, Oslo        |
| 2003 | Idioten                                                             | David Fishelson                                                               | Stockholms stadsteater          |
| 2003 | Sporvogn till begjær A Streetcar Named Desire                       | Tennessee Williams                                                            | Nationaltheatret, Oslo          |
| 2004 | De tre Musketerer                                                   |                                                                               | Kruttårnteateret, Stavern       |
| 2004 | Kungsämnena Kongsemnerne                                            | Henrik Ibsen                                                                  | Dramaten                        |
| 2004 | Terrorisme Приход тела                                              | Oleg Presnyakov och Vladimir Presnyakov                                       | Nationaltheatret, Oslo          |
| 2005 | Sommargäster Дачники, Dachniki                                      | Maksim Gorkij                                                                 | Stockholms stadsteater          |
| 2005 | Kongsemnerne                                                        | Henrik Ibsen                                                                  | Nationaltheatret, Oslo          |
| 2005 | Mann uten hensikt                                                   | Arne Lygre                                                                    | Nationaltheatret, Oslo          |
| 2006 | Gengangare                                                          | Henrik Ibsen                                                                  | Nationaltheatret, Oslo          |
| 2006 | En midsommarnattsdröm A Midsummer Night's Dream                     | William Shakespeare                                                           | Stockholms stadsteater          |
| 2007 | Himmelweg Camino del Cielo                                          | Juan Mayorga Översättning Ole Johan Skjelbred                                 | Nationaltheatret, Oslo          |
| 2007 | Hedda Gabler                                                        | Henrik Ibsen                                                                  | Stockholms stadsteater          |
| 2007 | Djungelboken                                                        | Rudyard Kipling                                                               | Stockholms stadsteater          |
| 2008 | Hamlet                                                              | William Shakespeare                                                           | Det Kongelige Teater, Köpenhamn |
| 2008 | Tre systrar Три сeстры, Tri sestry                                  | Anton Tjechov                                                                 | Stockholms stadsteater          |
| 2008 | Hedda Gabler                                                        | Henrik Ibsen                                                                  | Nationaltheatret, Oslo          |
| 2009 | De tre musketörerna                                                 | Alexander Mørk-Eidem                                                          | Stockholms stadsteater          |
| 2009 | Puntila/Matti Herr Puntila und sein Knecht Matti                    | Bertolt Brecht                                                                | Stockholms stadsteater          |
| 2010 | Dracula                                                             |                                                                               | Kruttårnteateret, Stavern       |
| 2010 | Orlando                                                             | Virginia Woolf                                                                | Komische Oper, Berlin           |
| 2010 | Sex roller söker en författare Sei personaggi in cerca d'autore     | Luigi Pirandello                                                              | Stockholms stadsteater          |
| 2011 | Paraplyerna i Cherbourg Les Parapluies de Cherbourg                 |                                                                               | Stockholms stadsteater          |
| 2011 | Van Helsing                                                         |                                                                               | Kruttårnteateret, Stavern       |
| 2012 | Lycka                                                               |                                                                               | Stockholms stadsteater          |
| 2013 | Onde Ånder Бесы                                                     | Fjodor Dostojevskij                                                           | Det Kongelige Teater, Köpenhamn |
| 2013 | Svek Betrayal                                                       | Harold Pinter Översättning Carl-Olof Lång                                     | Stockholms stadsteater          |
| 2016 | Rampfeber Noises Off                                                | Michael Frayn                                                                 | Dramaten                        |
| 2016 | Ivanov Иванов, Ivanov                                               | Anton Tjechov Översättning Staffan Skott                                      | Dramaten                        |
| 2017 | Swede Hollow                                                        | Ola Larsmo Bearbetning Alexander Mørk-Eidem                                   | Dramaten                        |
| 2018 | Häxorna The Witches                                                 | Roald Dahl Översättning Ragnar Strömberg                                      | Dramaten                        |
| 2018 | Mary Page Marlowe                                                   | Tracy Letts Översättning Rebecca Alsberg                                      | Dramaten                        |
| 2019 | Häxjakten The Crucible                                              | Arthur Miller Översättning Britt G. Hallqvist                                 | Kulturhuset Stadsteatern        |
| 2020 | Antipodene The Antipodes                                            | Annie Baker Översättning Kristofer Grønskag                                   | Nationaltheatret, Oslo          |
| 2020 | Röde Orm                                                            | Frans G. Bengtsson Dramatisering Alexander Mørk-Eidem                         | Dramaten                        |
| 2020 | I väntan på att gå                                                  | Alexander Mørk-Eidem                                                          | Dramaten                        |
| 2021 | Cyrano de Bergerac                                                  | Martin Crimp Baserad på pjäsen av Edmond Rostand, Översättning Magnus Lindman | Kulturhuset Stadsteatern        |
| 2022 | Morbror Janne – Scener från livet på landet Дядя Ваня, Djadja Vanja | Anton Tjechov                                                                 | Kulturhuset Stadsteatern        |
| 2022 | Alltid vara vi                                                      | Alexander Mørk-Eidem och Lisa Östberg                                         | Kulturhuset Stadsteatern        |
| 2023 | Röde Orm                                                            | Frans G. Bengtsson Dramatisering Alexander Mørk-Eidem                         | Kulturhuset Stadsteatern        |
| 2024 | Den långa flykten Watership Down                                    | Richard Adams Dramatisering Alexander Mørk-Eidem                              | Kulturhuset Stadsteatern        |

## Utmärkelser och priser
- H.M. Konungens medalj i guld av 8:e storleken (Kong:sGM8 2021) för innovativa insatser inom svensk scenkonst[10]
- Expressens kulturpris, En bit av Georgs hatt, 2011
- Svenska Dagladets kulturpris, Thaliapriset, 2011
- Heddaprisen, bästa regi, för Ingenting om nattergalen av Tennessee Williams, Det Norske Teatret
- Reumertprisen för bedste optræden, Danmark